# Frederiek Nolf
Frederiek Nolf (Kortrijk, 10 februari 1987 – Doha, 5 februari 2009) was een Belgisch wielrenner.
Nolf werd in 2008 vierde in de Vlaamse Havenpijl, achtste in het dernycriterium van Waregem en dertiende in de Tour de Vendée.
Nolf overleed onverwachts tijdens zijn slaap in de nacht van 4 op 5 februari 2009, vermoedelijk aan hartproblemen. De 21-jarige renner verbleef op dat moment in Qatar, waar hij met zijn team deelnam aan de Ronde van Qatar.

## Overwinning
2007
- Memorial Philippe Van Coningsloo

Barbé · Coenen · De Ketele · Dehaes · Eeckhout · Ghyllebert · Goddaert · Hovelijnck · Ingels · Keisse · Maes · Neyens · Nolf · Pauwels · Renders · Schets · Van Hecke · Vandewalle · Vanheule · Vanspeybrouck · Verbist · Veuchelen · Bakelants (stagiair)
Bakelants · Coenen · Criel · De Gendt · De Ketele · Goddaert · Hermans · Joseph · Keisse · Lodewyck · Maes · Mertens · Neirynck · Neyens · Nolf · Renders · Steurs · Vandewalle · Van Hecke · Vanheule · Vanmarcke · Vanspeybrouck · Debusschere (stagiair)